# Molly Caudery
Molly Caudery (Truro, 17 marzo 2000) è un'astista britannica.

## Biografia
La sua prima partecipazione a un campionato internazionale risale al 2017, quando agli europei under 20 di Grosseto conquista la medaglia d'argento nel salto con l'asta. L'anno successivo si classifica nona ai mondiali under 20 di Tampere, mentre non riesce a superare i gruppi di qualificazione ai campionati europei di Berlino.
Nel 2021 è medaglia d'argento nel salto con l'asta ai campionati europei under 23 di Tallinn, mentre nel 2022 si classifica settima ai campionati europei di Monaco di Baviera, dopo aver partecipato ai mondiali di Eugene, senza riuscire ad accedere alla finale. Sempre nel 2022 conquista la medaglia d'argento nel salto con l'asta ai Giochi del Commonwealth di Birmingham, rappresentando l'Inghilterra.
Nel 2023 si posiziona quinta nel salto con l'asta ai campionati mondiali di Budapest, mentre nel 2024 conquista la medaglia d'oro ai mondiali indoor di Glasgow e quella di bronzo agli europei di Roma.

## Progressione

### Salto con l'asta
| Stagione | Misura    | Luogo      | Data       | Rank. Mond. |
| -------- | --------- | ---------- | ---------- | ----------- |
| 2024     | 4,92 m    | Tolosa     | 22-6-2024  |             |
| 2023     | 4,75 m    | Budapest   | 23-8-2023  |             |
| 2022     | 4,60 m    | Huelva     | 25-5-2022  |             |
| 2021     | 4,51 m    | Gateshead  | 13-7-2021  |             |
| 2020     | 4,15 m    | Par        | 30-8-2020  |             |
| 2019     | 4,18 m(i) | Blacksburg | 2-2-2019   |             |
| 2018     | 4,53 m    | Mannheim   | 23-6-2018  |             |
| 2017     | 4,35 m    | Grosseto   | 22-7-2017  |             |
| 2016     | 4,06 m    | Yeovil     | 24-7-2016  |             |
| 2015     | 3,91 m(i) | Cardiff    | 13-12-2015 |             |

## Palmarès
| Anno                                  | Manifestazione          | Sede       | Evento           | Risultato      | Prestazione | Note                          |
| ------------------------------------- | ----------------------- | ---------- | ---------------- | -------------- | ----------- | ----------------------------- |
| In rappresentanza della Gran Bretagna |                         |            |                  |                |             |                               |
| 2017                                  | Europei under 20        | Grosseto   | Salto con l'asta | Argento        | 4,35 m      | Miglior prestazione personale |
| 2018                                  | Mondiali under 20       | Tampere    | Salto con l'asta | 9ª             | 4,10 m      |                               |
| 2018                                  | Europei                 | Berlino    | Salto con l'asta | 24ª (q)        | 4,20 m      |                               |
| 2021                                  | Europei under 23        | Tallinn    | Salto con l'asta | Argento        | 4,45 m      |                               |
| 2022                                  | Mondiali                | Eugene     | Salto con l'asta | 25ª (q)        | 4,20 m      |                               |
| 2022                                  | Europei                 | Monaco     | Salto con l'asta | 7ª             | 4,55 m      |                               |
| 2023                                  | Mondiali                | Budapest   | Salto con l'asta | 5ª             | 4,75 m      |                               |
| 2024                                  | Mondiali indoor         | Glasgow    | Salto con l'asta | Oro            | 4,80 m      |                               |
| 2024                                  | Europei                 | Roma       | Salto con l'asta | Bronzo         | 4,73 m      |                               |
| 2024                                  | Giochi olimpici         | Parigi     | Salto con l'asta | Qualificazione | nm          |                               |
| 2025                                  | Mondiali indoor         | Nanchino   | Salto con l'asta | 4ª             | 4,70 m      |                               |
| In rappresentanza dell' Inghilterra   |                         |            |                  |                |             |                               |
| 2018                                  | Giochi del Commonwealth | Gold Coast | Salto con l'asta | 5ª             | 4,40 m      |                               |
| 2022                                  | Giochi del Commonwealth | Birmingham | Salto con l'asta | Argento        | 4,45 m      |                               |

## Campionati nazionali
- 1 volta campionessa britannica assoluta del salto con l'asta (2023)
- 2 volte campionessa britannica assoluta del salto con l'asta indoor (2018, 2024)

2016
- 6ª ai campionati britannici assoluti, salto con l'asta - 3,90 m

2018
- Oro ai campionati britannici assoluti indoor, salto con l'asta - 4,25 m
- 5ª ai campionati britannici assoluti, salto con l'asta - 4,15 m

2021
- Argento ai campionati britannici assoluti, salto con l'asta - 4,45 m

2022
- Argento ai campionati britannici assoluti, salto con l'asta - 4,50 m

2023
- Oro ai campionati britannici assoluti, salto con l'asta - 4,71 m

2024
- Oro ai campionati britannici assoluti indoor, salto con l'asta - 4,85 m

## Altre competizioni internazionali
2021
- Bronzo ai campionati europei a squadre ( Chorzów, 29 maggio 2021), salto con l'asta - 4,35 m

2023
- 5ª al Weltklasse Zürich ( Zurigo, 30 agosto 2023), salto con l'asta - 4,66 m

2024
- Oro al Doha Diamond League ( Doha), salto con l'asta - 4,73 m
- Bronzo all'Herculis ( Monaco), salto con l'asta - 4,83 m
- Bronzo al London Athletics Meet 2024 ( Londra), salto con l'asta - 4,65 m

2025
- Oro al Doha Diamond League ( Doha), salto con l'asta - 4,75 m